# Dom szachulcowy w Le Crozet
Dom szachulcowy w Le Crozet (fr. Maison à pans de bois au Crozet.jpg) – wzniesiony w XVI wieku. Od 16 grudnia 1949 roku posiada status monument historique, w kategorii classé (zabytek o znaczeniu krajowym).

## Lokalizacja
Dom zlokalizowany jest przy 30 Rue de la Grande Charrière w miejscowości Le Crozet, w departamencie Loara, w regionie Owernia-Rodan-Alpy.

## Historia
Dom powstał w XVI wieku. Przez ostatnie lata życia mieszkał w nim hellenista Mario Meunier. Od 40 lat jest siedzibą merostwa. 

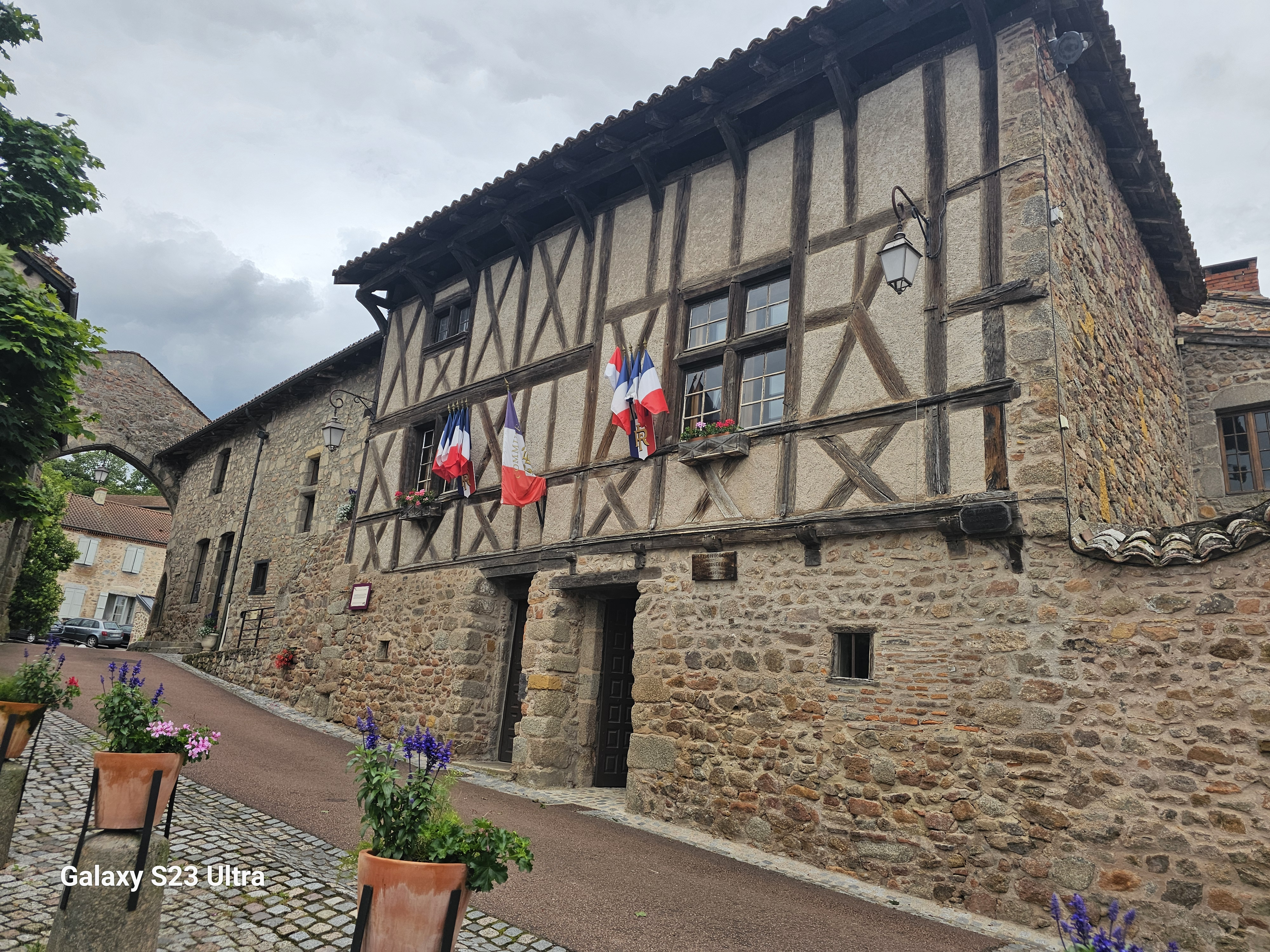
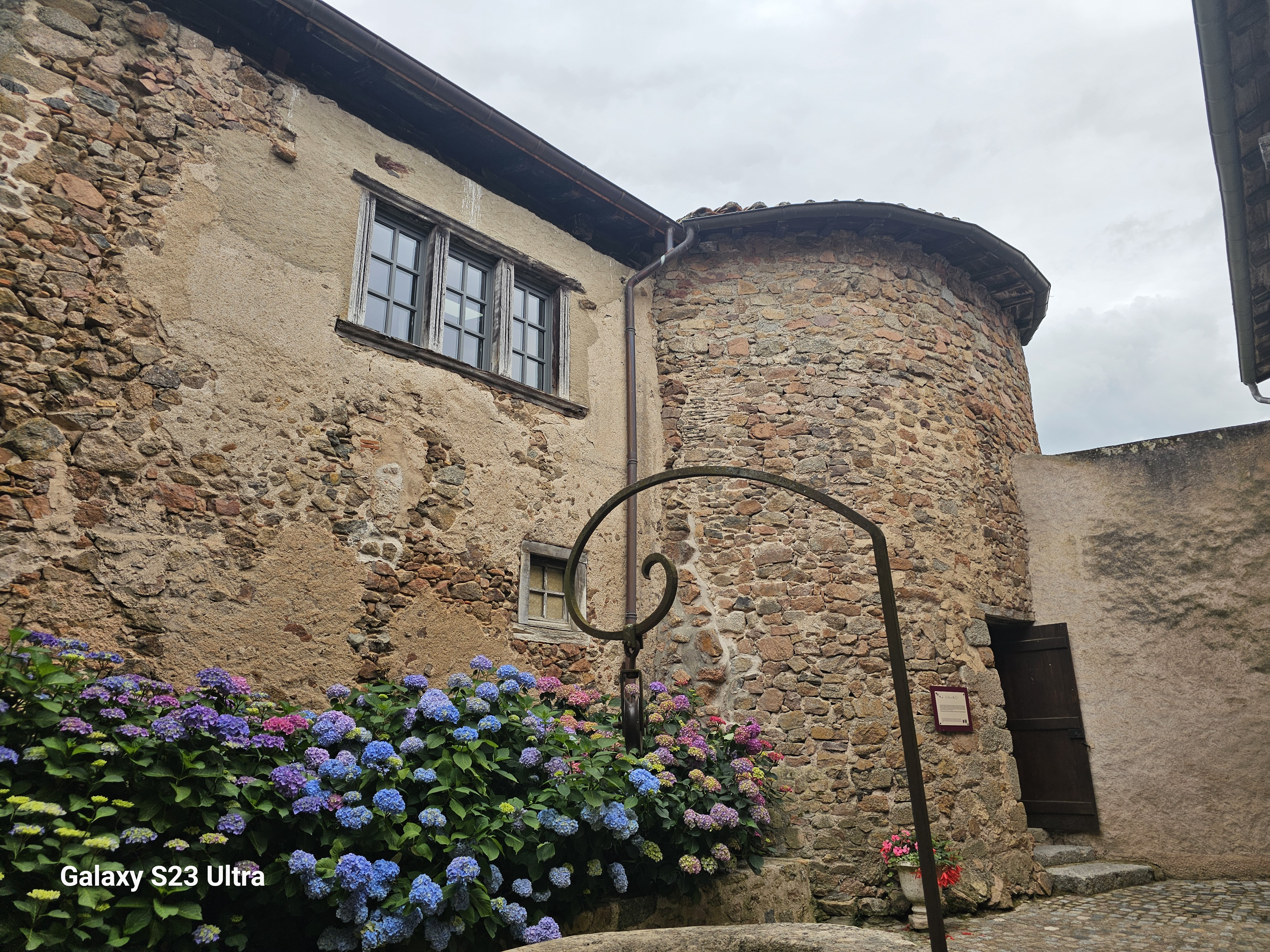
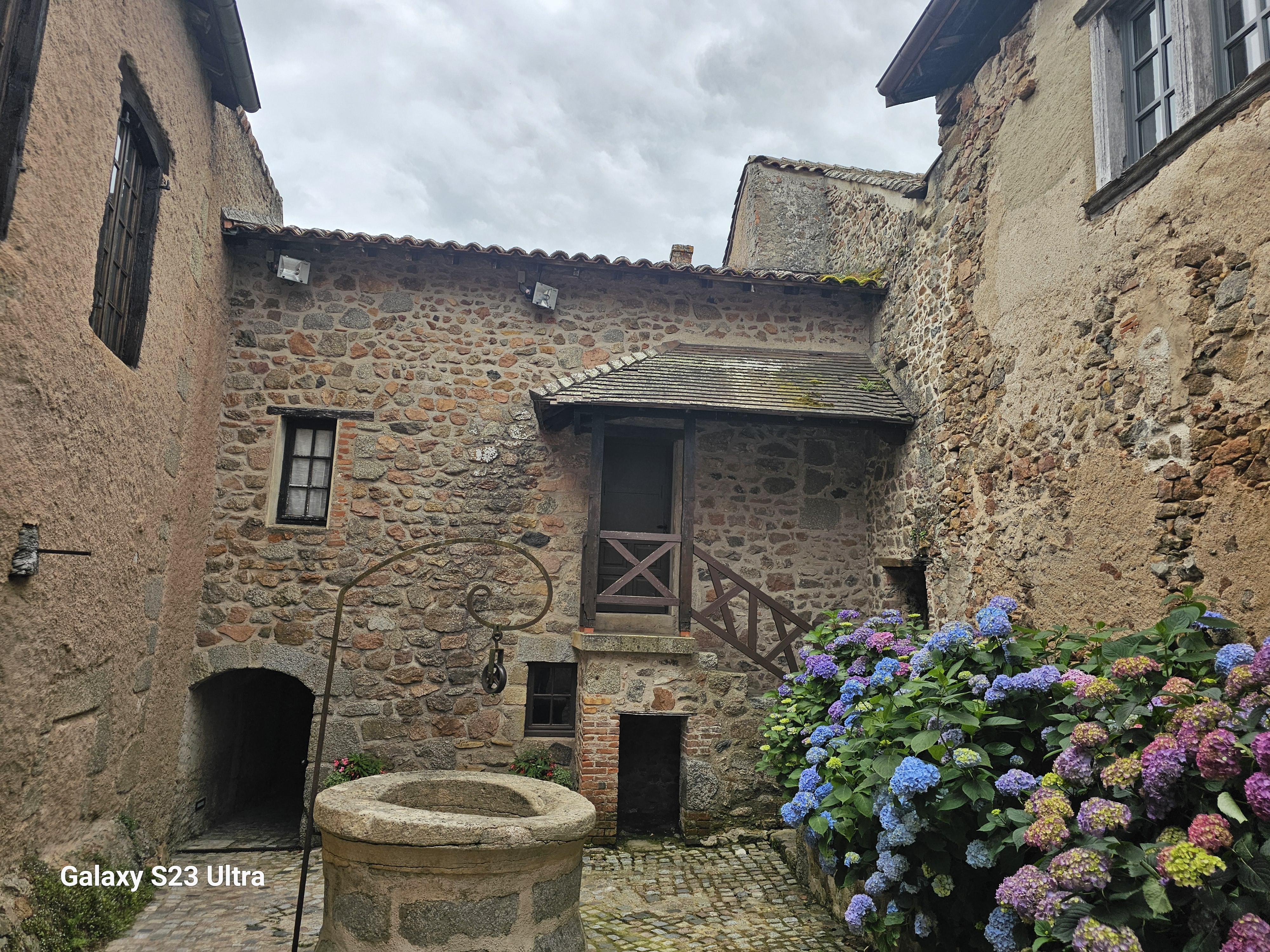
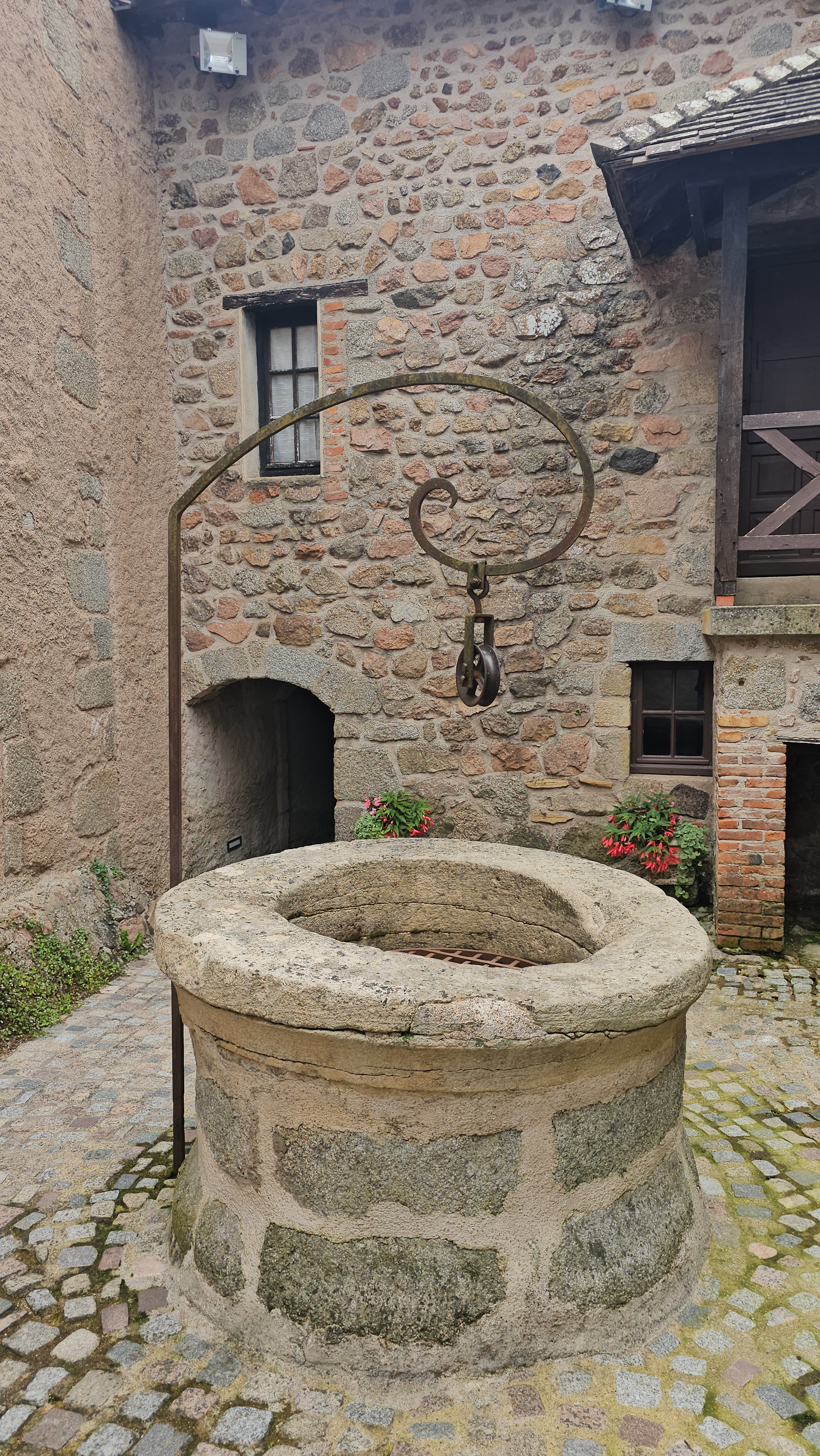
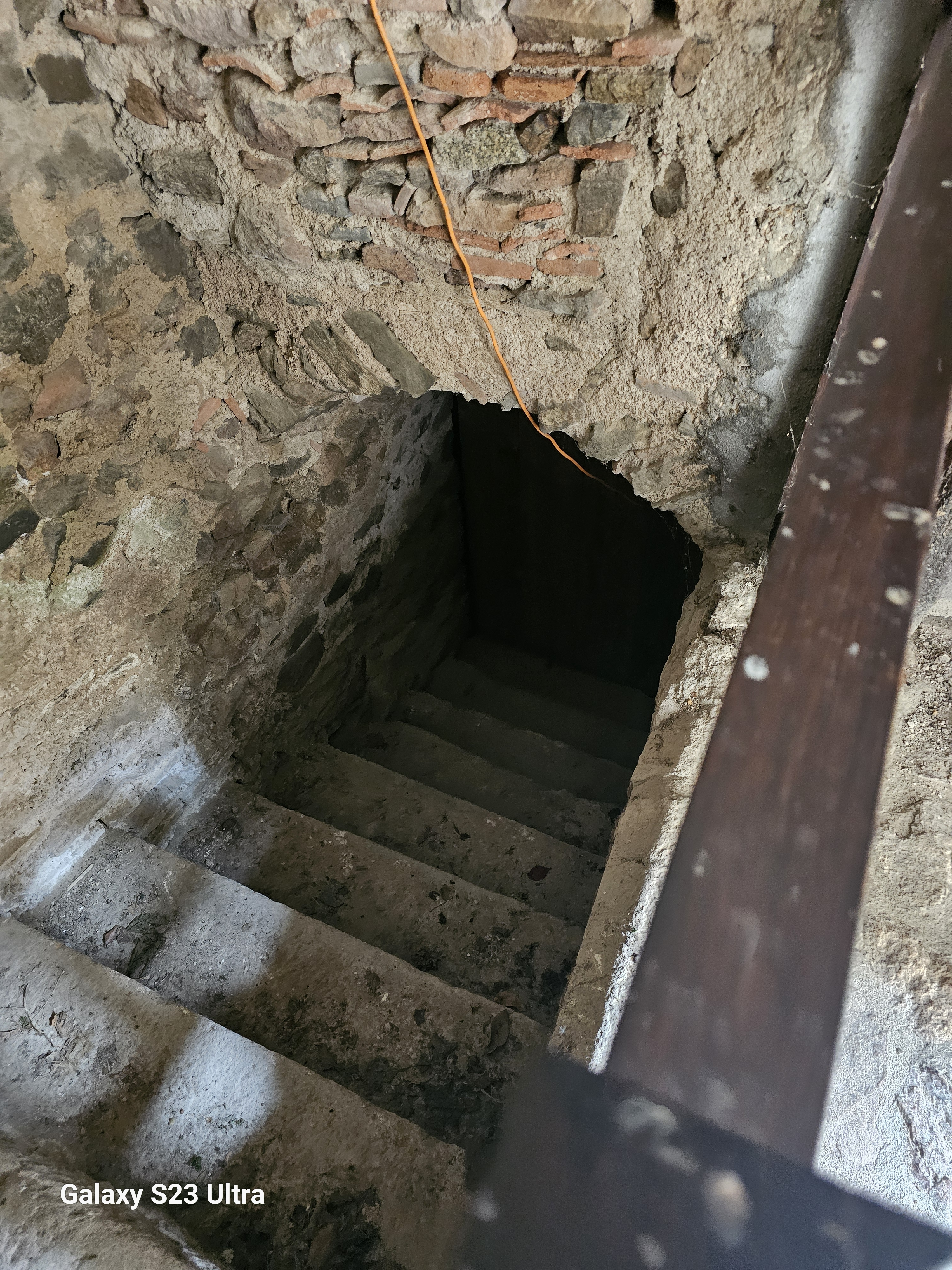
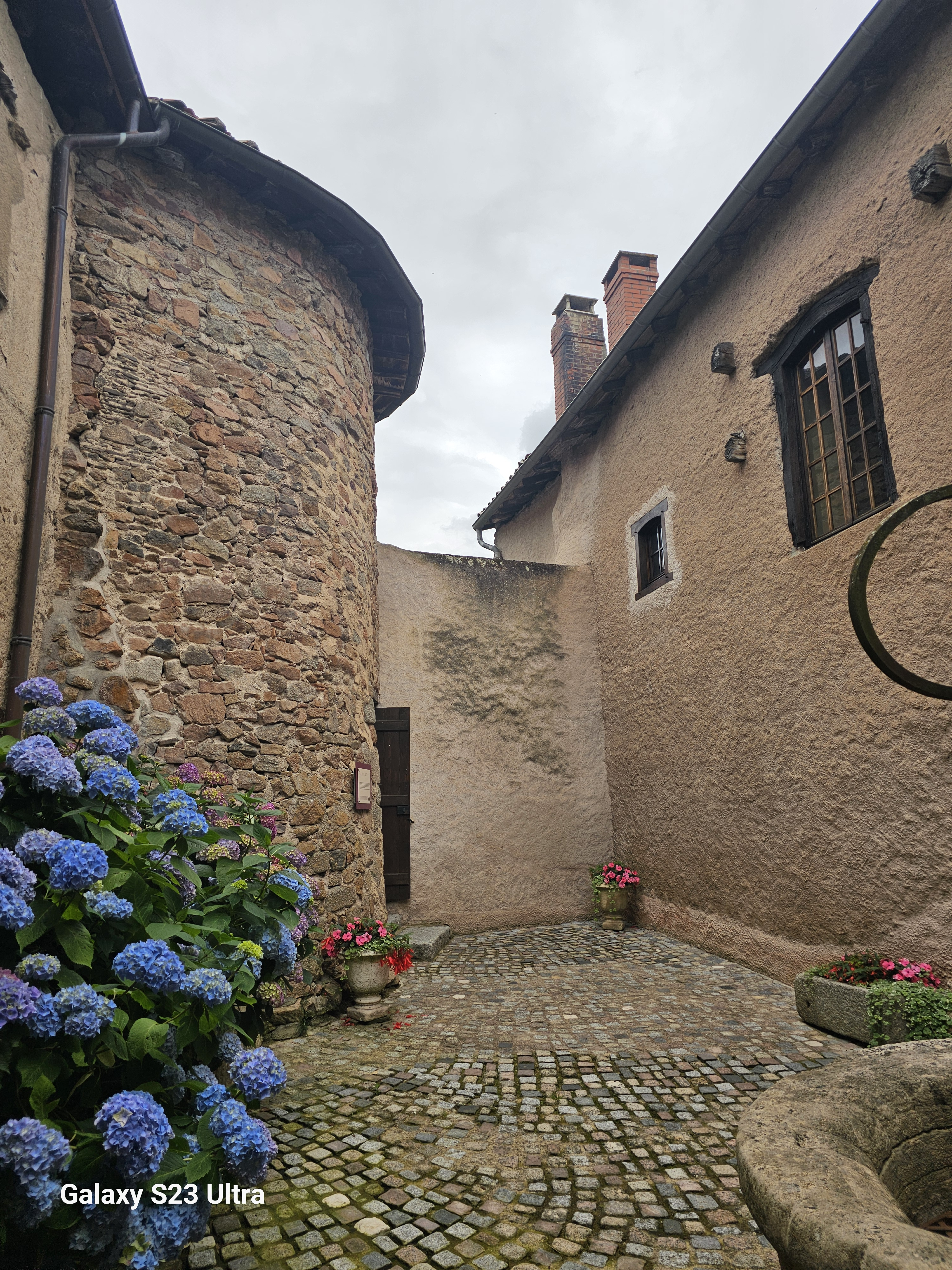